# Schwarzau am Steinfeld
Schwarzau am Steinfeld là một thị xã thuộc huyện Neunkirchen trong bang Niederösterreich.